# Dolní Pertoltice
Dolní Pertoltice jsou vesnice, část obce Pertoltice v okrese Liberec. Nachází se v západní částí Pertoltic. Dolní Pertoltice jsou také název katastrálního území o rozloze 6,8 km².

## Historie
První písemná zmínka o vesnici pochází z roku 1388.

## Pamětihodnosti
- Kostel svatého Jošta. Kostel obklopuje hřbitov, jenž se na severní straně rozšiřuje. Barokní vstupní brána na hřbitov je obdélníkového půdorysu s polokruhovým vchodem a je na ní též patrná stříšková římsa.[5]
- Venkovská usedlost čp. 198
- na rozcestí severně od obce se u hospodářského dvora nachází pozdně barokní kamenná socha svatého Jana Nepomuckého[5]